# Bernardo Porta
Bernardo Porta (Roma, 1767 – Parigi, 1829) è stato un compositore italiano.

## Biografia
Dopo avere appreso l'arte della composizione musicale dal Magrini, diventa maestro di cappella a Tivoli. Ritornato nella sua città natale, il Principe di Salm Alexandre Constantin, prelato di Roma, lo prende al suo servizio. Di questa epoca è la sua prima opera, La Principessa di Amalfi composta per il teatro Argentina che non conobbe fortuna.
Arriva a Parigi nel 1788 e dà al teatro italiano l'opera Il diavolo a quattro o la doppia metamorfosi. Durante la rivoluzione, compone Agricol Viala, ou Le héros de 13 ans creata per l'Opéra National de Paris, un pezzo che esalta un martire della repubblica. La sua opera più celebre è Les Horaces (gli Orazi) sul testo di Corneille che rende omaggio al quadro Il giuramento degli Orazi dipinto dal pittore Jacques Louis David, suo amico.  Egli deve la sua fama in Francia, dove produsse la maggior parte delle sue opere e tutte quelle più importanti, alla congiura dei pugnali un tentativo di complotto per assassinare il Primo Console Napoléon Bonaparte, che assisteva alla prima di Les Horaces. Nel 1804 compose la sua ultima opera Le connétable de Clisson, opera considerata come mediocre dalla critica e che non ha avuto nessun successo. Ha scritto anche delle messe, dei motti, degli oratori, oltre a della musica strumentale: dodici pezzi per due violoncelli, due trio, pezzi per flauto, violoncello, e dei quintetti. Fu anche maestro di canto. Morì nel 1829 di colera.

## Alcune Opere
- 1780 La principessa di Amalfi
- 1788 Il diavolo a quattro o la doppia metamorfosi
- 1794 Agricol Viala, ou Le héros de 13 ans
- 1797 Le pauvre aveugle, ou La chanson savoyarde
- 1797 L'oracle
- 1798 Le prisonnier français, ou Le bienfait récompensé
- 1800 Deux morts qui se voient
- 1800 Les deux statues
- 1800 Les Horaces
- 1802 Le vieux de la montagne
- 1804 Le connétable de Clisson